# Doux (rivière)
Pour les articles homonymes, voir Doux.
Le Doux est une rivière française traversant le département de la Haute-Loire et de l'Ardèche. C'est un affluent du Rhône en rive droite.

## Géographie
Le Doux, affluent du Rhône en rive droite, prend sa source sur la commune de Saint-Bonnet-le-Froid à 1 076 mètres d'altitude près de la Croix du Fanget et du Suc du Fanget.
De 69,8 km de longueur il conflue avec le Rhône à Tournon-sur-Rhône.

### Principaux affluents
- le Duzon
- la Daronne
- l'Eal
- le Grozon
- la Sumène 14,2 km de longueur sur cinq communes avec cinq affluents.
- le Condoie
- le Sialle
- le Douzet

### Principales bourgades
Haute Loire
- Saint-Bonnet-le-Froid

Ardèche
- Saint-Pierre-sur-Doux
- Rochepaule
- Labatie-d'Andaure
- Désaignes
- Lamastre
- Boucieu-le-Roi
- Tournon-sur-Rhône

## Hydrologie
Le débit du Doux a été observé sur une période de 30 ans (1978-2007), à Colombier-le-Vieux, petite localité du département de l'Ardèche située à une quinzaine de kilomètres de son confluent avec le Rhône,. Le bassin versant de la rivière est à cet endroit de 378 km2, ce qui laisse non étudié 40 % du bassin.
Le module de la rivière à cet endroit est de 5,07 m3/s, soit plus ou moins les deux tiers du débit total.
Le Doux présente des fluctuations saisonnières de débit importantes et déjà typiques des rivières cévenoles. Les hautes eaux se situent en automne-hiver, et portent le débit mensuel moyen à un niveau de 7,75 à 8,76 m3/s, d'octobre à janvier (avec un maximum en novembre) suivi d'une très lente descente jusque juin. Les basses eaux se produisent en été, de juin à septembre, avec une baisse du débit mensuel moyen jusqu'au niveau de 0,57 m3/s au mois d'août.
Aux étiages, le VCN3 peut chuter jusque 0,018 m3/s, en cas de période quinquennale sèche, soit seulement 18 litres par seconde.
Les crues peuvent être importantes et sont assez fréquentes. Le débit mensuel maximal enregistré a été de 37 m3/s en octobre 1993. Le QIX 2 et le QIX 5 valent respectivement 130 et 200 m3/s. Le QIX 10 est de 230 m3/s. Quant aux QIX 20 et QIX 50, ils n'ont pas été calculés.
À titre de comparaison, le QIX 10 de l'Eure à Cailly-sur-Eure vaut 90 m3/s. Ainsi, le QIX 10 du Doux, doté à cet endroit d'un petit bassin de 378 km2, vaut 250 % de celui de l'Eure, alors que le bassin versant de ce dernier est plus de douze fois plus étendu.
La lame d'eau écoulée dans cette partie du bassin du Doux est de 423 millimètres annuellement, ce qui est bien supérieur à la moyenne d'ensemble de la France, mais nettement inférieur à la moyenne de la totalité du bassin du Rhône (670 millimètres à Valence), et surtout du bassin de l'Ardèche sa voisine du sud. Par contre elle est supérieure à la lame d'eau de sa voisine du nord, la Cance (362 millimètres). Le débit spécifique (ou Qsp) atteint 13,4 litres par seconde et par kilomètre carré de bassin.
Notons enfin qu'en été, le débit du Doux est fort affecté par les prélèvements pour les besoins agricoles.

## Principales crues historiques
| Date de la crue  | Débit évalué à Tournon | Hauteur évaluée à Tournon |
| ---------------- | ---------------------- | ------------------------- |
| automne 1787     | 3 400 m3/s             | 10,5 m                    |
| 3 août 1963      | 1 124 m3/s             | 6 m                       |
| 7 janvier 1994   | 645 m3/s               | 4,65 m                    |
| 13 novembre 1996 | 635 m3/s               | 4,62 m                    |
| 2 décembre 2003  | 940 m3/s               | 5,5 m                     |

## Tourisme
- Le chemin de fer du Vivarais (CFV) est une ligne de chemin de fer touristique à voie métrique, dont le parcours relie Tournon (altitude 123 mètres) à Lamastre (altitude 373 mètres) en 33 km.
- Le Doux est une rivière pratiquée en kayak avec des parcours de la classe II à la classe IV.